# یئو هیاپ سنگ
یئو هیاپ سنگ (انگلیسی: Yeo Hiap Seng) شرکت خوشه‌ای سنگاپوری است، که در سال ۱۹۰۰ تأسیس شد.